# علا ياسين
علا ياسين (24 سبتمبر 1995 -)، ممثلة أردنية

## عن حياتها
ولدت في السعودية ثم انتقلت للعيش في الأردن وهي من أب أردني وأم جزائرية. انطلقت من المسرح، حيث قدمت بعض الأدوار الثانوية في عملين مسرحيين بالتعاون مع مسرح وزارة الثقافة والفنون. وفي 2013 التقت بالصدفة بأصدقاء لها من الوسط الفني رشحوا لها دوراً رئيسياً في أحد المسلسلات وهو (المبروكة) من إنتاج التلفزيون الأردني. كانت البداية من خلال مسلسل المبروكة بمشاركة الفنانة صفاء سلطان، وعملت مع الفنان ياسر المصري في مسلسل دوائر الحب.
هناك الكثير من الذين آمنوا بموهبتها سواء ممثلين أو مخرجين أو منتجين مثل الفنان ياسر المصري الذي لطالما تستمع لنصائحه وتتعلم منه. كما تأثرت بفن جوليا روبرتس، فاتن حمامة، أيمن زيدان.

شاركت في برنامج عرب كاستينغ 2015 على شاشة أبوظبي الأولى.

## أعمالها
- مسلسل المبروكة
- مسلسل فنجان البلد رمضان 2015
- مسلسل سوكاج 2015[2]
- مسلسل سمرقند
- مسلسل الوعد
- تلفزيون جديد
- طوَّق الأسفلت - أبوظبي
- مذيعة في قناة رؤيا الأردنية في برنامج كارفان
- العقاب والعفرا رمضان 2017
- مسلسل هارون الرشيد رمضان 2018
- برنامج «كليك» ضمن ساعة كوميديا في قناة رؤيا

## مقابلات صحفية
- ليالينا
- سيدتي
- عمون

## روابط خارجية
- علا ياسين على موقع IMDb (الإنجليزية)
- علا ياسين على موقع قاعدة بيانات الأفلام العربية
- علا ياسين على موقع قاعدة بيانات الفيلم (الإنجليزية)